# Formoso (Goiás)
Formoso é um município brasileiro do estado de Goiás. Localiza-se a uma latitude 13º39'13" sul e a uma longitude 48º52'55" oeste, estando a uma altitude de 356 metros. A população estimada em 2024 era de 4 681 habitantes, segundo IBGE.

## História
O povoamento do Município teve início em 1948, em terras devolutas do Estado, das fazendas Formoso, Bonito ou Santa Teresa, nas proximidades do Rio Formoso, onde se estabeleceram os pioneiros Sebastião Felipe de Araújo e João Santos Soares, atraídos pela fertilidade do local. Por volta de 1950, cresceu a afluência de famílias das regiões vizinhas, incentivando os fundadores a formar o patrimônio. Construíram-se várias residências e abriu-se a avenida principal. Em 1951, surgiram as primeiras casa comerciais e a Igreja Evangélica Assembléia de Deus. O nome de Formoso tem origem no rio que banha a região. O progresso concorreu para sua elevação a distrito em 1958, pertencente a Mara Rosa (ex-Amaro Leite), época em que se fundava o povoado de Trombas - atual município de Trombas. A partir de 1954, com a eclosão do movimento entre posseiros e fazendeiros, Formoso atravessou uma fase estacionária e de grande conturbação da ordem. A autonomia municipal foi concedida pela Lei Estadual nº 4586, de 25 de setembro de 1963, ocorrendo a instalação em 6 de janeiro de 1964.

## Formação Administrativa
Distrito criado com a denominação de Formoso, pela lei municipal nº 3, de 05-11- 1958, subordinado ao município de Amaro Leite. Em divisão territorial datada de 1-VII-1960, o distrito de Formosa, figura no município de Amaro Leite. Pela lei estadual nº 3639, de 10-10-1961, o município de Amaro Leite passou a denominar-se Mara Rosa. Elevado à categoria de município com a denominação de Formoso, pela lei estadual nº 4586, de 25-09-1963, desmembrado de Mara Rosa ex-Amaro Leite. Sede no atual distrito de Formoso. Constituído do distrito sede. Instalado em 06-01-1964. Em divisão territorial datada de 31-XII-1963, o município é constituído do distrito sede. Pela lei nº 7266, de 21-11-1968, é criado o distrito de Trombas e anexado ao município de Formoso. Em divisão territorial datada de 31-XII-1968, o município é constituído de 2 distritos: Formoso e Trombas. Assim permanecendo em divisão territorial datada de 31-XII-1971. Pela lei Estadual nº 8028, de 01-12-1975, é criado o distrito Vila Dourada e anexado ao município de Formoso Em divisão territorial datada de 1-I-1979, o município é constituído de 3 distritos: Formoso, Trombas e Vila Dourada. Pela lei estadual nº 10436, de 09-01-1988, desmembra do município de Formoso o distrito de Trombas. Elevado à categoria de município. Sob o mesmo decreto é extinto o distrito de Vila Dourada, sendo sua área anexado ao distrito sede de Formoso. Assim permanecendo em divisão territorial datada de 2007.

## Política
Os destaques das mulheres na política são Dirce Machado da Silva, Nilda Mota Lucindo, Maria Luzia Rosa e Melvina Villas Boas Moreira De Souza, que se destacou nas eleições municipais 2024, sendo derrotada por apenas 15 votos, concorreu ao cargo de prefeita e obteve 49,82% dos votos válidos, totalizando 2066 votos.
Os destaques dos homens na liderança política foram o Sr. Ranulfo Batista Alcântara popular Dr. Ranulfo e Francisco da Silva Leão Neto o Dr. Francisco.
Outro destaque foi, o grande líder político e camponês José Porfírio de Souza, eleito deputado estadual pelo PTB em 1962, obteve 4.663 votos, teve seu mandato caçado, logo em seguida foi preso e morto pela ditadura militar em 1973.

## Geografia

### Clima
O clima é classificado em tropical semiúmido.

### Relevo
O relevo de Formoso é o planalto, é relativamente ondulado, com a presença de algumas serras: Serra Dourada, Serra Grande , Serra Bucânica e Morro do Casco.
| Características geográficas |                               |
| Área                        | 844,285 km² [2]               |
| População                   | 4.660 hab. Censo IBGE/2022[3] |
| Densidade                   | 5,48 hab./km²                 |
| Altitude                    | 356 m                         |
| Clima                       | Tropical com estação seca AW  |
| Fuso horário                | UTC−3                         |

### Hidrografia
O município de Formoso está situado na região Centro – Oeste do Brasil. Esta região é banhada pela bacia do Rio Tocantins – Araguaia. O próprio município é rico em recursos hídricos, com aproximadamente 25 cursos d'água entre rios e riachos, principais rios e córregos podem destacar o Rib Jataí, Rib Formoso, Rio Santa Tereza, Rib Bonito, Córrego das Lages, Córrego do Sapato , Rib dos Bois e Córrego Vinte e Quatro.

## Economia
A principal atividade econômica são: produção agrícola e pecuária, apicultura, piscicultura, extração de calcário e brita, areia, cianita, pecuária, comércio e usina de energia fotovoltaica.

## Educação

### Escolas Municipais
- Escola Municipal Menino Feliz e CMEI – RAIO DE LUZ

### Escolas Estaduais
- Escola Estadual Professor Ênio Martins Arruda
- Colégio Estadual Genoveva Rezende Carneiro
- Colégio Estadual Castro Alves